# Травни екосистем
Травни екосистем је екосистем биљака и животиња у којима доминирају зељасте биљке. Овај биљни покривач заједно са стаништем на којем се развија и одговарајућим животињама изграђује посебне екосистеме ливада, екосистеме пашњака и екосистеме степа.
Неке одлике травних екосистема:
- Травни екосистеми су отворене заједнице са обиљем сунчеве свјетлости .
- Својом великом површином под зељастим биљкама везују свјетлосну енергију Сунца, смањују снагу вјетра, док се топлота и количина влаге смјењује доком дана и ноћи, и у току године.
- Живот у овим заједницама одвија се изнад површине тла и у приземном спрату.

## Поделе
Имају две поделе:
1. на природне и на вештачке
2. подела природних травних екосистема и подела вештачких екосистема

Природни травни екосистеми деле се на:
- степе(подручја ниских трава са сувим и веома топлим летима и хладним зимама)
- планинске рудине(подручја са ниским травама, прошарана шумским пределима;јављају се у подручјима где су зиме дуге и хладне, а лета освежавајућа)

Вештачки екосистеми деле се на:
- ливаде
- пашњаке

Основна разлика између ливада и пашњака је у томе што човек кошењем одржава ливаде, а пашњаке "косе" овце и краве пуштене на испашу.

## Ливаде
Ливаде су травни екосистеми које човјек одржава косидбом, ако их не одржава долази до прелазак једне биоценозе у другу- сукцесија. Ливаде могу бити долинске, брдске и планинске. Долинске се развијају у долинама ријека и привремено су плављене. Пошто је земљиште поред ријека плодно, биљни свијет је богат и ту се развијају најбујније ливаде.
Брдске ливаде се развијају на брдским падинама до висине око 1500m. Настале су крчењем шума . На овим површинама земљиште је сиромашније водом и минералним материјама. Због тога биљни свијет ових ливада није тако бујан.
Планинске ливаде се развијају изнад горње границе шуме, изнад 1900 m, а због нестајања шума и ниже. Ове планинске ливаде називамо још и рудине. На тим висинама земљиште је сиромашно минералним материјама, температуре су доста ниске, зиме трају дуго, а дувају и јаки вјетрови.

## Пашњаци
Пашњаци су травни екосистеми на којима пасе стока,a човјек их не одржава.

## Степе
Степе су травни екосистеми у Панонској низији и источној Европи . Земљиште у степи најчешће је плодно- чернозем. Осим чернозема могу се срести и слатине. То је земљиште јако богато соли, па се на њему развија посебан биљни свијет. На слатинама се развијају халофитне биљке.Њима одговара велика количина соли. На њој људи гаје житарице, индустријске и друге култивисане биљке.

## Најчешће биљке и животиње травних екосистема
Биљни и животињских свијет травних екосистема је веома богат и разноврстан.